# Flight b741
Flight b741 dvadeset i šesti je studijski album australskog rock-sastava King Gizzard & the Lizard Wizard. Objavljen je 9. kolovoza 2024. Skupina ga je najavila 1. srpnja 2024., a prednarudžbe su počele 9. srpnja. Prvi je uradak skupine koji je objavila njezina diskografska kuća p(doom) Records.

## O albumu
Dana 27. listopada 2023., kad je sastav objavio 25. studijski album The Silver Cord, zahvalio je obožavateljima u objavi na Instagramu i nagovijestio novi uradak. Dana 6. svibnja 2024. otkrio je da je osnovao diskografsku kuću p(doom) Records, koju je nazvao po pojmu „P(doom)” koji se rabi u raspravama o umjetnoj inteligenciji. Na europskoj turneji te godine sastav je izveo nekoliko pjesama s albuma mjesec dana prije službene najave.
Pjesme na uratku nastale su tijekom improviziranih svirki; stilski pripadaju blues rocku, stilu kojim se skupina prethodno bavila na albumu Fishing for Fishies iz 2019. Glavni pjevač Stu Mackenzie o uratku je izjavio: „Stvarno se zabavljamo, ali često pjevamo o ozbiljnijim stvarima [...] i češće se dotičemo važnijih, općenitijih tema. Nije to znanstvenofantastični album, govori o životu i takvim stvarima. No zvuči kao stvarno zabavan vikend s frendovima. Fakat zabavan.”
Također je komentirao:

## Popis pjesama
| 1.    | »Mirage City«         | Michael Cavanagh, Cook Craig, Lucas Harwood, Ambrose Kenny-Smith, Stu Mackenzie, Joey Walker | 4:48 |
| 2.    | »Antarctica«          | Cavanagh, Craig, Harwood, Kenny-Smith, Mackenzie, Walker                                     | 4:31 |
| 3.    | »Raw Feel«            | Cavanagh, Craig, Harwood, Kenny-Smith, Mackenzie, Walker                                     | 4:16 |
| 4.    | »Field of Vision«     | Cavanagh, Craig, Harwood, Kenny-Smith, Mackenzie, Walker                                     | 3:35 |
| 5.    | »Hog Calling Contest« | Cavanagh, Craig, Harwood, Kenny-Smith, Mackenzie, Walker                                     | 3:20 |
| 6.    | »Le Risque«           | Cavanagh, Craig, Kenny-Smith, Mackenzie, Walker                                              | 3:34 |
| 7.    | »Flight b741«         | Cavanagh, Craig, Harwood, Kenny-Smith, Mackenzie, Walker                                     | 3:58 |
| 8.    | »Sad Pilot«           | Cavanagh, Craig, Kenny-Smith, Mackenzie, Walker                                              | 4:11 |
| 9.    | »Rats in the Sky«     | Cavanagh, Craig, Harwood, Kenny-Smith, Mackenzie, Walker                                     | 3:06 |
| 10.   | »Daily Blues«         | Cavanagh, Craig, Harwood, Kenny-Smith, Mackenzie, Walker                                     | 7:42 |
| 43:06 |                       |                                                                                              |      |

## Recenzije
| Zbirne ocjene   | Zbirne ocjene |
| Izvor           | Ocjena        |
| --------------- | ------------- |
| AnyDecentMusic? | 6,9/10        |
| Metacritic      | 76/100        |
| Recenzije       |               |
| Izvor           | Ocjena        |
| AllMusic        | [ 15 ]        |
| DIY             | [ 16 ]        |
| The Guardian    | [ 17 ]        |
| Under the Radar | [ 18 ]        |

Dobio je uglavnom pozitivne kritike. Na Metacriticu, sajtu koji prikuplja ocjene recenzenata raznih publikacija i na temelju njih uratku daje prosječnu ocjenu od 0 do 100, uradak je na temelju devet recenzija osvojio 76 bodova od njih 100, što označava „uglavnom pozitivne kritike”.
U osvrtu za Under the Radar Kyle Kersey dao mu je osam i pol zvjezdica od njih deset. Komentirao je da je prethodni uradak The Silver Cord bio „sintetičan” i pokazao „slabe strane sastava”, ali da se skupina na novom uratku vratila „jačoj prirodnijoj strani” i time pokazala „kako se njezini članovi osjećaju ugodno kad sviraju zajedno, izvode harmonijske dionice bez ikakvih problema i improviziraju bez pretjeranih prebiranja”. U recenziji za The Guardian Shaad D'Souza dao mu je četiri zvjezdice od njih pet napisavši da je riječ o „zapanjujućem spoju oblika i osjećaja sastava kojem su kritičari često proučavali prvo nauštrb drugoga”. Jednako ga je ocijenio James Hickey u osvrtu za časopis DIY izjavivši da to „nije album po kojem će se skupina pamtiti, ali ipak podsjeća njezine odane obožavatelje da je čine žestoki svirači i marljivi radnici”.
Tim Sendra dao mu je dvije i pol zvjezdice od njih pet u osvrtu za AllMusic; komentirao je da je to „prvi album [sastava] koji bi bilo bolje zanemariti” i slušateljima je preporučio „povratak nekim njegovim slavnim pustolovinama iz prošlosti”.

## Zasluge
| King Gizzard and the Lizard Wizard - Ambrose Kenny-Smith – klavir (na 1., 2., 8., 9. i 10. pjesmi); usna harmonika (osim na 8. i 9. pjesmi); saksofon (na 1., 3., 6. i 9. pjesmi); vokal; melotron (na pjesmi „Flight b741”) - Michael Cavanagh – bubnjevi, udaraljke, vokal - Cook Craig – melotron (na 1., 7. i 9. pjesmi); vokal; bas-gitara (na pjesmi „Antarctica”); orgulje (na 3., 4., 5., 6., 7., 8. i 10. pjesmi) - Joey Walker – gitara (osim na 5. i 7. pjesmi); vokal; bas-gitara (na 5. i 7. pjesmi) - Lucas Harwood – bas-gitara (na 1., 3., 4., 9. i 10. pjesmi); vokal; orgulje (na pjesmi „Antarctica”); klavir (na 3., 5., 7. i 10. pjesmi); električni klavir (na pjesmi „Daily Blues”) - Stu Mackenzie – gitara; vokal; bas-gitara (na 3., 4., 6., 8., 9. i 10. pjesmi); melotron (na 3. i 9. pjesmi); orgulje (na pjesmi „Raw Feel”); miksanje, produkcija | Dodatni glazbenici - Sam Joseph – pedal steel gitara (na 1., 5., 7. i 10. pjesmi); snimanje Ostalo osoblje - Joe Carra – mastering - Jason Galea – ilustracije, dizajn, fotografija skulptura - Maclay Heriot – fotografija sastava |